# Dichlorvos
Dichlorvos ist ein 1951 eingeführtes Insektizid aus der Gruppe der Phosphorsäureester. Dichlorvos ist eine viskose, farblose bis gelb-braune Flüssigkeit. Sie hat einen aromatischen Geruch und ist brennbar.

## Herstellung
Dichlorvos kann sowohl durch Dehydrochlorierung von Trichlorfon als auch durch die Umsetzung von Trimethylphosphit und Chloral hergestellt werden.
Die Weltjahresproduktion betrug 1984 etwa 4220 t. Davon wurden etwa 300 t in Westeuropa hergestellt.

## Verwendung
Als Kontakt- und Fraßgift wird Dichlorvos gegen Schädlinge im Hygienebereich und in der Landwirtschaft eingesetzt. In Deutschland waren bis Ende 2006 noch mehrere Dichlorvos-Präparate für den Vorratsschutz zugelassen. Im November 2006 wurde die EU-Richtlinie 2006/92/EG veröffentlicht, nach der Dichlorvos-Rückstände in Lebensmitteln nur noch in sehr geringem Verhältnis nachweisbar sein dürfen. Zur Umsetzung dieser Richtlinie wurden in Deutschland und Österreich im Laufe des Jahres 2007 die Zulassungen aller dichlorvoshaltigen Pflanzenschutzmittel (Mittel zum Vorratsschutz gelten zulassungsrechtlich als Pflanzenschutzmittel) widerrufen. In der Schweiz konnte Dichlorvos in Gewächshauskulturen gegen Läuse, Raupen, Spinnmilben, Weiße Fliege und Thripse eingesetzt werden, heute (2016) ist auch in der Schweiz kein Dichlorvos-haltiges Pflanzenschutzmittel mehr zugelassen. Einige der für den Vorratsschutz zugelassenen Sprays und Kaltvernebelungsmittel enthielten Pyrethrine als zusätzliche Wirkstoffe.
Gemäß europäischer Gesetzgebung (Richtlinie 98/8/EG über das Inverkehrbringen von Biozid-Produkten) und mit Beschluss vom 10. Mai 2012 liegt ein Entscheid vor, den Wirkstoff Dichlorvos nicht in die entsprechende Liste (Anhang I/IA der Richtlinie 98/8/EG) für Biozidprodukte (Produktart 18) aufzunehmen. Die Abgabe von Biozidprodukten, die den Wirkstoff Dichlorvos enthalten, ist somit in der EU (die Schweiz hat diese Bestimmung übernommen) für Insektizide ab 1. November 2012 nicht mehr erlaubt.
Das Europäische Arzneibuch legt als Grenzwert für Dichlorvos-Rückstände in pflanzlichen Drogen 1 mg·kg−1 fest.

## Biologische Bedeutung
Für wirbellose Tiere, Fische, Vögel und Bienen ist Dichlorvos äußerst giftig. Dichlorvos zeigte bei Tests mit Mikroorganismen eine mutagene Wirkung. Bei Säugern trat diese – vermutlich wegen des raschen Abbaus im Organismus – nicht auf. Bei Langzeitfütterungsstudien mit extrem hohen Dosierungen wurde an Mäusen und Ratten eine kanzerogene Wirkung nachgewiesen. Daraufhin wurde die Einstufung der IARC von grundsätzlich fehlendes kanzerogenes Potential auf möglicherweise kanzerogenes Potential geändert.
Die Tendenz zur Bioakkumulation ist sehr gering, da der Ester in Wasser, rascher in alkalischem Milieu, hydrolysiert. Dichlorvos wird auch von Mikroorganismen in Wasser und im Boden schnell abgebaut. Beim Abbau von Dichlorvos und anderen Organophosphaten entsteht Dimethylphosphat (DMP), was über eine Untersuchung des Urin zur Abschätzung der Belastung des Menschen verwendet werden kann.

## Sicherheitshinweise
Dichlorvos wirkt, wie alle Phosphorsäureester, hemmend auf das Enzym Cholinesterase und stört dadurch die Funktion von Nervenzellen. Die Substanz kann nicht nur über den Magen-Darm-Trakt, sondern auch durch Einatmen oder über die Haut aufgenommen werden. Gefahr besteht vor allem direkt beim Umgang mit Dichlorvos und aufgrund des hohen Dampfdrucks in einer Aufnahme über die Atemwege. Die mit Nahrung und Trinkwasser aufgenommenen Mengen sind gering. Die WHO nimmt als erlaubte Tagesdosis für die duldbare tägliche Aufnahmemenge 4 µg/kg/d an.
Bei verschiedenen Studien mit Tieren wie Mäusen, Ratten und Hunden zeigte Dichlorvos Symptome wie Schläfrigkeit, Durchfall, Erbrechen (Hund), erhöhten Tränenfluss und Muskelzittern (Maus, Ratte), Atemnot (Ratte) und Funktionsstörungen der Speicheldrüse (Ratte).